# Юнссон, Томас
То́мас Ю́нссон (швед. Tomas Jonsson; род. 12 апреля 1960, Фалун) — шведский хоккеист, защитник. Один из первых членов «Тройного золотого клуба»: олимпийский чемпион, чемпион мира в составе сборной Швеции и двукратный обладатель Кубка Стэнли в составе команды «Нью-Йорк Айлендерс».

## Биография
Начинал свою карьеру в родном клубе из города Фалун. В 17 лет его заприметили селекционеры клуба «МОДО» и пригласили его к себе. В 1979 году Юнссон стал чемпионом Швеции. В 1981 году защитник отправился в НХЛ. В первом же своём сезоне он выиграл Кубок Стэнли в составе «Нью-Йорк Айлендерс», а в следующем сезоне сделал это ещё раз. Всего за американский коллектив Юнссон отыграл 8 сезонов. В 1989 году он отыграл 20 игр за «Эдмонтон Ойлерз», после чего вернулся на родину. С 1989 по 1998 годы Юнссон защищал цвета скромного «Лександа». Именно из этого клуба защитник получил вызов в сборную на Олимпийские игры 1994 года, которые стали для шведов победными. Завершил карьеру игрок в своём родном «Фалуне», в составе которого он провёл прощальный матч. В 2000 году был включён в Зал славы ИИХФ.
Достаточно быстро Юнссон переквалифицировался в тренеры. С 1998 по 2000 годы он был ассистентом главного тренера «Лександа». Затем он работал в различных юношеских сборных Швеции, параллельно долгие годы возглавляя «Фалун». С 2009 по 2013 год Юнссон входил в тренерский штаб сборной Дании. Туда его пригласил возглавивший команду известный шведский специалист Пер Бекман. Некоторое время Юнссон совмещал работу в сборной с работой главного тренера в датском «Эсбьерге».

## Награды и достижения
- Чемпион Олимпийских игр (1994)
- Бронзовый призёр Олимпийских игр (1980)
- Чемпион мира (1991)
- Серебряный призёр чемпионата мира (1981, 1986, 1990, 1995)
- Бронзовый призёр чемпионата мира (1979)
- Обладатель Кубка Стэнли (1982, 1983)
- Чемпион Швеции (1979)
- Лучший игрок чемпионата Швеции (приз «Золотая шайба») (1995)
- Лучший юниор шведского чемпионата (1978)
- Серебряный призёр молодёжного чемпионата мира (1978)
- Бронзовый призёр молодёжного чемпионата мира (1979, 1980)
- Чемпион Европы среди юниоров (1977)
- Член зала славы ИИХФ (с 2000 г.)